# John Mearsheimer
John J. Mearsheimer (Brooklyn, Nova York, 14 de dezembro de 1947) é um professor de ciência política e teórico das relações internacionais norte-americano ligado à Universidade de Chicago, conhecido por seu livro A Tragédia da Política das Grandes Potências (The Tragedy of Great Power Politics, em inglês) lançado em 2001, sobre o realismo ofensivo.
Graduou-se na Academia Militar dos Estados Unidos em 1970 e serviu por 5 anos como Oficial da Força Aérea Americana, chegando ao posto de capitão.
Mearsheimer é também co-autor (com Stephen Walt) de The Israel Lobby and U.S. Foreign Policy ("O Lobby de Israel e a Política Externa dos Estados Unidos"), de 2007.
Seu livro de 2011 Why Leaders Lie: The Truth About Lying in International Politics (Por que os Líderes Mentem: A Verdade sobre a Mentira na Política Internacional) foi descrito como um catálogo das "mentiras que as nações contam umas às outras". Numa entrevista ao The Boston Globe, o entrevistador resumiu o comportamento dos políticos, segundo o livro, nos seguintes termos: "Minta seletivamente, minta bem e sobretudo seja bom no que você faz". Mearsheimer concordou: "Sim. Fico triste em dizer que é verdade".

## Vida inicial e educação
Mearsheimer nasceu em dezembro de 1947 em Brooklyn, Nova Iorque, em uma familia de ascendência alemã e irlandesa. Quando tinha oito anos, mudou-se com a família para Croton-on-Hudson, Nova Iorque, um subúrbio no Condado de Westchester. Quando tinha 17 anos, Mearsheimer alistou-se no Exército dos Estados Unidos. Após um ano como alistado, obteve uma nomeação para a Academia Militar dos Estados Unidos em West Point, Nova Iorque, que frequentou de 1966 a 1970. Após a formatura, Mearsheimer serviu durante cinco anos como oficial da Força Aérea dos Estados Unidos.
Em 1974, enquanto estava na Força Aérea, Mearsheimer obteve um mestrado em relações internacionais na Universidade do Sul da Califórnia. Ingressou na Universidade de Cornell e, em 1980, obteve um doutoramento em Governo, concentrando os seus estudos nas relações internacionais. De 1978 a 1979, foi bolseiro de investigação na Brookings Institution em Washington, DC. De 1980 a 1982, Mearsheimer foi bolseiro de pós-doutoramento no Weatherhead Center for International Affairs|Center for International Affairs]] da Universidade de Harvard.

## Carreira
Desde 1982, Mearsheimer é membro do faculty do Departamento de Ciência Política da University of Chicago. Tornou-se professor associado em 1984 e full professor em 1987 e foi nomeado R. Wendell Harrison Distinguished Service Professor em 1996. De 1989 a 1992, foi presidente do departamento. É também membro do corpo docente do programa de pós-graduação do Committee on International Relations e codiretor do Programa de Política de Segurança Internacional.
No livro de John Mearsheimer de 2023, "Como os Estados Pensam", o prefácio reconhece que ele recebeu um pequeno apoio financeiro do controverso Grupo Valdai, um laboratório de ideias russo apoiado por Vladimir Putin, em conjunto com o prêmio de Melhor Livro por seu livro de 2019, "A Grande Ilusão".

## Obras
- The Tragedy of Great Power Politics (2001)
- The Israel Lobby and U.S. Foreign Policy (2007)
- Why Leaders Lie: The Truth About Lying in International Politics (2011)Referências

1. ↑  The case for a Ukrainian Nuclear Deterrent. Foreign Affairs. Summer, 1993
2. ↑  Mearsheimer, John J. Conventional Deterrence. Cornell University Press, 1983
3. ↑  «The Israel Lobby and U.S. Foreign Policy.». www.hks.harvard.edu (em inglês). Consultado em 19 de maio de 2022
4. ↑   Mearsheimer, John J.;  Walt, Stephen M. The Israel Lobby and U.S. Foreign Policy (Working Paper). Março de 2006.
5. ↑  "The Israel Lobby - John Mearsheimer and Stephen Walt". (resenha). London Review of Books, vol. 28 n° 6, 23 de março de 2006 pp 3-12.
6. ↑  Reid, Stuart Diplomacy and Duplicity, Slate.com, 14 de janeiro de 2011.
7. ↑  Keohane, Jon (2011-01-02) "Why leaders lie", Boston Globe
8. ↑  Kaplan, Robert D. (Jeneiro-Fevereiro de 2012). «Why John J. Mearsheimer Is Right (About Some Things)». The Atlantic. Consultado em 26 de Janeiro de 2024. Cópia arquivada em 8 de Novembro de 2012. Um dos cinco filhos de uma família de ascendência alemã e irlandesa Verifique data em: |data= (ajuda)
9. ↑  html «Conversation with John Mearsheimer, p. 1 of 7» Verifique valor |url= (ajuda). Globetrotter.berkeley.edu. Consultado em 27 de Agosto de 2014. Cópia arquivada em 4 de Janeiro de 2015
10. ↑  «Conversations in International Relations: Entrevista com John J. Mearsheimer (Parte I)» (PDF). International Relations. 20: 105-123. 2006. doi:10.1177/0047117806060939. Arquivado do original (PDF) em 27 de maio de 2006
11. ↑  «Conversations in International Relations: Entrevista com John J. Mearsheimer (Parte II)» (PDF). International Relations. 20 (2): 231-243. 2006. doi:10.1177/0047117806063851. Arquivado do original (PDF) em 1 Verifique data em: |arquivodata= (ajuda)
12. ↑  {archive.org/web/20120217183537/http://political-science.uchicago.edu/people/faculty.shtml «Faculty» Verifique valor |arquivourl= (ajuda). Department of Political Science, Universidade de Chicago. Arquivado do original em 17 de fevereiro de 2012.
13. ↑  Administrator. «John Mearsheimer». worldaffairs.org. Consultado em 15 de janeiro de 2012. Arquivado do org/speakers/profile/john-mearsheimer.html original Verifique valor |url= (ajuda) em 27 de setembro de 2013
14. ↑  Mearsheimer, John J.; Rosato, Sebastian (5 de setembro de 2023). How States Think. [S.l.]: Yale University Press. Consultado em 16 de maio de 2025